# Diocesi di Anatetarte
La diocesi di Anatetarte (in latino: Dioecesis Anatetartena) è una sede soppressa del patriarcato di Costantinopoli e una sede titolare della Chiesa cattolica.

## Storia
Anatetarte, nell'odierna Turchia, è un'antica sede episcopale della provincia romana della Caria nella diocesi civile di Asia. Faceva parte del patriarcato di Costantinopoli ed era suffraganea dell'arcidiocesi di Stauropoli.
Di questa sede non è noto alcun vescovo e nessuno di essi appare mai negli atti dei concili ecumenici o degli altri concili del patriarcato di Costantinopoli. Tuttavia la diocesi è menzionata in tutte le Notitiae Episcopatuum dalla metà del VII secolo fino al XII secolo. Secondo Pétridès, questo potrebbe essere un indizio che la città aveva un altro nome ancora oggi ignoto.
Dal 1933 Anatetarte è annoverata tra le sedi vescovili titolari della Chiesa cattolica; il titolo finora non è stato assegnato.